# فرد فوسيل
فرد فوسيل (بالإنجليزية: Fred Fussell)‏ هو لاعب كرة قاعدة أمريكي، ولد في 7 أكتوبر 1895 في شيريدان (ميزوري) في الولايات المتحدة، وتوفي في 23 أكتوبر 1966 في سيراكيوز في الولايات المتحدة.

## وصلات خارجية
- فرد فوسيل على موقعبيزبول رفرنس.كوم (الدوري الرئيسي) (الإنجليزية)
- فرد فوسيل على موقعبيزبول رفرنس.كوم (الدوري الثانوي) (الإنجليزية)